# Blue Gangsta
"Blue Gangsta" é uma canção do artista estadunidense Michael Jackson. A canção é a sexta faixa do seu segundo álbum póstumo Xscape. A canção foi originalmente escrita, composta e produzida por Michael e Dr. Freeze durante uma das sessões de gravação do álbum "Invincible" em 1999. A canção foi re-trabalhada por Timbaland e Jerome "J-Roc" Harmon durante a sessão de gravação em 2014 do álbum Xscape.

## Lançamento
A canção foi lançada na MTV em 8 de maio de 2014.

## Música e vídeo
O videoclipe da canção foi lançado em 14 de maio de 2014, no canal do artista na plataforma VEVO, tendo sido inspirado no vídeo do single Smooth Criminal.

## Desempenho nas paradas
| Paradas (2014)                                                | Melhor posição |
| ------------------------------------------------------------- | -------------- |
| Estados Unidos (Billboard Bubbling Under R&B/Hip-Hop Singles) | 8              |
| Países Baixos (Single Top 100)                                | 24             |